# Mahmud Barzanji kurd király
Mahmud Barzanji (kurdul: شێخ مه‌حموود بەرزنجیشێخ مه‌حموود بەرزنجی) vagy Mahmud Hafid Zadeh (1878 – 1956 október 9.) kurd függetlenségi politikus. A Barzanji szúfista család sejkje, duhoki agája, majd a független Kurd Királyság egyetlen királya 1922 és 1924 között, valamint a későbbi felkelések  vezetője.

## Előzmények
Az első világháború után az antant csapatai megszállták az oszmán birodalom arabok lakta területeit. A Sykes-Picot-egyezmény keretén belül a britek és a franciák felosztották a közel keleti régiót, figyelmen kívül hagyva a nemzetiségek érdekeit. A Brit Birodalomnak sikerült a maga előnyére formálnia a szerződést, ezzel megszerezve Baghdad és Baszra vidékét. A többségében síita és szunnita arabok és kurdok lakta területet először Franciaországnak ítélték, de a szerződés keretében a két gyarmattartó hatalom több területet is elcserélt.
921-ben a britek I. Fejszált nevezték ki Irak királyának. Érdekes lépés volt ez, mivel Fejszának nem voltak helyi kötődései, mivel Hásimita nevezetű családja nyugat-arábiai. Irak északi részén a kurdok nagy befolyást gyakoroltak a politikára,míg délen jobban érvényesültek a brit érdekek. A kettő között helyezkedett el az a határvonal, amely megkülönböztette a volt oszmán és a brit területeket Baghdad központtal. A két tartomány között mélyen elhúzódó válság volt az évtizedben, ami lehetővé tette a kurd függetlenségi mozgalom virágzását.
Az iraki kurdok a korábban a moszuli vilajethez tartozó területen éltek, brit szempontból nehezen irányíthatóak voltak. Az első világháború után többször összecsaptak a függetlenedni kívánó kurdok a gyarmatosító hatalommal, 1919-ben pedig egy rövid időre kikiáltották a független Kurdisztánt. 
A megszűnő Oszmán Birodalom és Törökország vitatta a moszuli régió elcsatolását, mivel a brit seregek már a fegyverszünet után szállták meg a területet-illegálisan. Az északi határvidéken felfedezett olaj vezetett végtére is a brit megszálláshoz. Mahmud Barzanji az elégedetlen kurdok élére állva megkezdte felfegyverzésüket a függetlenség kivívása érdekében.
A Népszövetség kérésére Nagy-Britannia protektorátust hozott létre a területen, de ez sem tudta csökkenteni a feszültséget. A kurdok legfőbb indoka a függetlenségre az volt, hogy a háború kitörésekor Nagy-Britannia függetlenséget, önrendelkezési és más egyéb jogot ígért a kurdoknak, akik becsapva érezték magukat, mivel a gyarmatbirodalom nem teljesítette ígéreteit.
Az 1919-es felkelést alig egy hónap alatt leverték és véresen megtorolták, emiatt a kurdok többsége csatlakozott a nemzeti hadsereghez. 1920-ban ismét felkeltek a kurdok.
A britek sikertelen kísérletet tettek egy bábállam létrehozására a területen, de a népszerűtlen vezetőt lemondatták és elűzték. Ezután kikényszerítették, hogy Mahmud Barzanji legyen a kormányzó.

## Hatalomra jutása

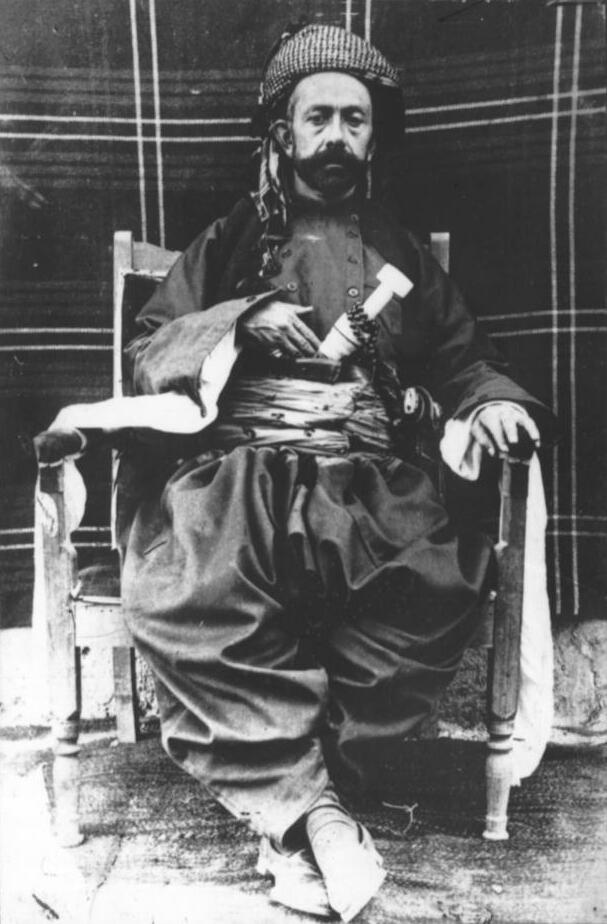
Mahmud Barzanji

Mahmud nagy álma volt egy független kurd állam megteremtése, amit sokan támogattak. Nagy-Britannia a helyzet javítása érdekében a déli kurd körzetek élére Mahmudot tették meg kormányzónak. A cél ezzel az volt, hogy a kormányzón keresztül nyomást gyakoroljon a kurdokra. Mahmud ezzel a kevéske hatalommal is sikeresen készítette elő a kurd függetlenedést. Ezután minden kurdok királyának kiáltották ki, de egyesek már ekkor megrettentek hatalma és törekvései miatt.
Mahmud reménykedve tekintett a jövőre, eleinte a britek is támogatták hatalomra kerülését, mivel úgy vélték,hogy így sikerül a kurdokat egy nagy brit-szövetséges unióba tömöríteni. A britek jóhiszeműségét kihasználva Mahmud támadást indított a még britek uralta területek megszerzése érdekében. Ahogy Kevin McNickerman is leírta "A felkelés csak addig tartott, amíg Mahmud lövést nem kapott a Kiruk és Szulejmánijja közti úton. A brit seregek ezután elfogták, majd halálra ítélték. A közvélemény ellenszenve miatt Indiába szállították." Mahmud 1922-ig maradt Indiában, majd hazatért egy újabb felkelést szervezni.

## Visszatérése és a második forradalom
Amíg Mahmud Indiában tartózkodott a frissen megalakult Török Köztársaság nagy hasznot húzott a kurd régiók anarchiájából, és további területeket ragadott el. A Görögország elleni sikeres háború után Kemal Atatürk már Irak és Moszul elfoglalását tervezte. Mahmud visszatérésével együtt a britek is erősíteni észak-iraki pozíciójukat a török veszély miatt. Ezalatt Mahmud öccse volt a kormányzó, akire a britek nagyobb nyomást tudtak gyakorolni, így nem kellett tartaniuk egy újabb forradalomtól.
Sir Percy Cox irak katonai vezetője és Winston Churchill, megegyeztek, hogy hazaengedik Mahmudot aki hazaköltözött Irak északi vidékére. Ennek következtében Nagy-Britannia nagyobb befolyással bírt a területen. Cox és Mahmud között később vita támadt a régió helyzetét követően. Cox a brit befolyás erősítését, míg Mahmud hatalmának visszaszerzését kívánta. Cox félelme valódi volt, mivel tartott egy forradalom kitörésétől, amit Mahmud vezetne. Emellett fontos tényező volt a déli, arab régiók stabilitásának megőrzése. A kurdok álma egy független államról némiképp letettek, mivel ők is tartottak a törökök túlzott befolyásától. A sejk visszahívása volt az egyedüli békés eset a régióban.
Cox beleegyezett, hogy visszahozza a sejket,aki kormányzó lett Kurdisztán déli részén. 1922 december 20-án, Cox is elfogadta a közös angol-iraki nyilatkozatot, amely lehetővé tette egy kurd kormány és  egy alkotmány létrehozását, valamint megállapították a mandátumterület határait. Cox még így is bizonytalannak nevezte a területet, mivel sok kurd, szeparatista csoport működött itt. Hazatérése után Mahmud tovább folytatta az önálló kurd állam szervezését. 1922 végén ismét kikiáltották Kurdisztán függetlenségét. Cox csak 1923-ban, ébredt rá a helyzet súlyosságára, a kormány el is utasította a függetlenséget és azonnal támadást indított a kurdok ellen. Ismét Mahmudot választották királlyá, aki 1924-ig hivatalosan, 1932-ig már csak névlegesen volt kurd király. Az utolsó felkelés leverése után el kellett hagynia szülőföldjét.

## Halála és emlékezete
1932 májusában Irak déli részére költöztették, ahonnan 1941-ben költözhetett haza szülőfalujába. családja körében hunyt el 1956 október 9-én. Az iraki és főképp a Szulejmánijja közelében élő kurdok körében népszerű. A mai napig az egyik legnagyobb kurd hősként tekintenek rá, aki szembe mert szállni a brit gyarmatosító politikával, országa függetlenedése érdekében. Az utókor kurd politikusai mind követendő példaképként hivatkoznak rá.

## Fordítás
Ez a szócikk részben vagy egészben  a   Mahmud Barzanji című angol Wikipédia-szócikk ezen változatának fordításán alapul.  Az eredeti cikk szerkesztőit annak laptörténete sorolja fel. Ez a jelzés csupán a megfogalmazás eredetét és a szerzői jogokat jelzi, nem szolgál a cikkben szereplő információk forrásmegjelöléseként.